# Gazalina apsara
Gazalina apsara är en fjärilsart som beskrevs av Moore 1859. Gazalina apsara ingår i släktet Gazalina och familjen tandspinnare. Inga underarter finns listade i Catalogue of Life.